# Gyula Gömbös
Gyula Gömbös de Jákfa (en húngaro: Vitéz jákfai Gömbös Gyula) (26 de diciembre de 1886-6 de octubre de 1936) fue un militar y político de ideología conservadora, que desempeñó el cargo de primer ministro de Hungría de septiembre de 1932 hasta su fallecimiento en octubre de 1936 bajo la regencia de Miklós Horthy.
Formado como militar, fundó una importante asociación de veteranos de guerra en noviembre de 1918. Destacada figura de la Contrarrevolución húngara, se hizo conocido por su intenso antisemitismo y tendencias dictatoriales.
Uno de los primeros y más importantes defensores de la implantación del fascismo en Hungría, quedó relegado políticamente por la elite conservadora entre 1923 y 1928. En esa fecha regresó al Gobierno, primero como secretario de Estado y más tarde como ministro de Defensa.
En 1932, se le nombró primer ministro. Ferviente admirador de la Alemania nazi y la Italia fascista, no logró arrebatar el poder completamente a los conservadores. Falleció en 1936, antes de poder ser relevado por el regente.

## Comienzos
Nacido el 26 de diciembre de 1886 en Murga, condado de Tolna —entonces parte del Imperio austrohúngaro—, hijo de agricultores acomodados suabos (alemanes húngaros)  —su apellido original era Knöpfle y su madre no hablaba húngaro—, Gömbös se alistó joven en el Ejército austrohúngaro y pronto alcanzó el puesto de capitán en el Estado Mayor (mayo de 1915). En 1905 se había graduado de una escuela de cadetes en Pécs, en 1912 había seguido un cursillo para altos oficiales en Budapest y en 1914 había completado los cursos de la Academia Militar de Viena. Durante esta época, Gömbös se convirtió en un firme defensor de Hungría y de su separación de Austria y un crítico acerbo de los Habsburgo.
De origen relativamente humilde, hostil al gran capital y a la alta nobleza, asumió, empero, un título aristocrático, ficticio. El extremo antisemitismo —bastante extendido entre la minoría alemana de la región—, la defensa de una cierta justicia social, un intenso chovinismo de tintes románticos y la hostilidad a la clase dominante marcaron su visión política.
Al estallar la Primera Guerra Mundial, sirvió en el frente serbio antes de pasar a los Cárpatos, donde combatió a los rusos hasta que cayó herido en junio de 1916. Tras recuperarse de las heridas lo destinaron a Ministerio de Defensa y en 1917 y 1918 trabajó en el departamento de logística del Ejército.

## Posguerra y relación con el regente
Tras la disolución de Austria-Hungría, volvió a Budapest. A partir de diciembre, dirigió el departamento de los Balcanes del Ministerio de Defensa. Contrario a la república popular, se afilió a las organizaciones de oficiales derechistas que deseaban acabar con ella.
Su agitación ultraderechista y antisemita llevó a su expulsión del Ejército republicano. Este hecho coincidió con la instauración de la República Soviética Húngara en marzo de 1919. Pasó entonces a reclutar grupos militares para el Comité Antibolchevique, con centro en Viena y encabezado por el conde Esteban Bethlen, del que recibió financiación e información para sus actividades. El peligro de ser arrestado por los comunistas húngaros le había hecho refugiarse en la capital austriaca.

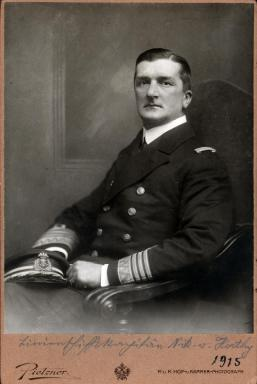
Miklós Horthy, exalmirante austrohúngaro, jefe del Ejército contrarrevolucionario de Szeged y más tarde regente durante el periodo de entreguerras, con el que Gömbös cooperó estrechamente.

Gömbös se convirtió en un colaborador cercano de Miklós Horthy, ministro de Defensa en el Gobierno anticomunista en Szeged, y desempeñó un papel destacado en la organización del ejército contrarrevolucionario de Horthy (el «Ejército Nacional»). Fue el principal coordinador del reclutamiento y probablemente el fundador de los destacamentos Pronay y Ostenburg, que utilizó para reforzar su posición en el movimiento contrarrevolucionario frente a los aristócratas conservadores. Por sus servicios, Gömbös fue nombrado viceministro de Defensa en el Gobierno de Szeged. Principal figura del fascismo conservador húngaro, Gömbös, de notable visión política, adoptó el calificativo de nacionalsocialista antes que Hitler y ya abogó a comienzos de la década de 1920 por la alianza entre Roma y Berlín. Opuesto al capitalismo liberal y al comunismo —ambos judíos en su opinión—, propugnó la formación de una «internacional nacionalista».
El 12 de julio de 1919, fue relevado de su puesto en el cambio de gobierno que dio paso al gabinete de Dezső Pattantyús-Ábrahám, más aceptable para Francia al ser más moderado. Poco antes había tratado de lograr un acuerdo con los liberales moderados que fracasó, lo que precipitó el cambio de gobierno. El mismo mes de julio, formó su propia organización secreta de ultraderecha, la de «Los Doce Capitanes», formada por jóvenes oficiales cercanos a Horthy, una de los cientos que aparecieron en la época.

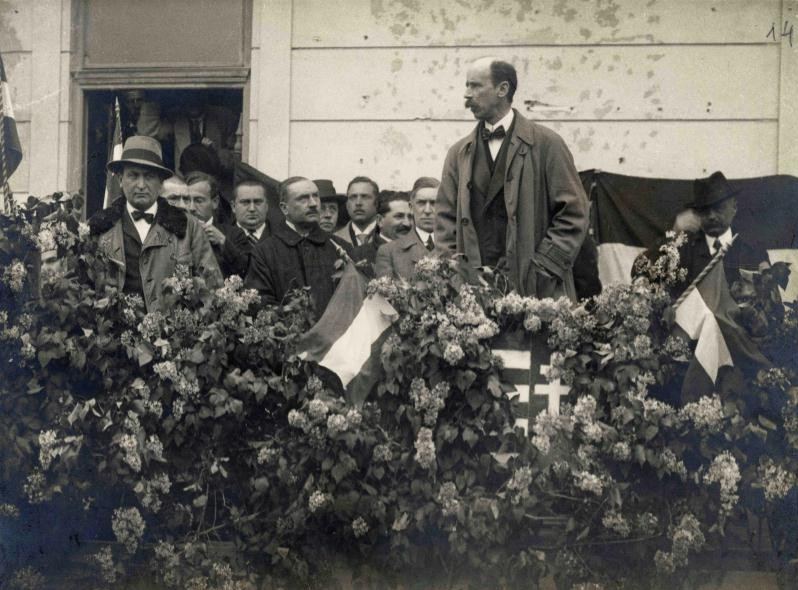
Gömbös, junto al primer ministro Esteban Bethlen en mayo de 1922. Aunque los dos militaban en el mismo partido, pronto se volvieron encarnizados rivales. En 1923 Gömbös abandonó el partido gubernamental y formó uno propio.

Gömbös presidía desde el 19 de enero de 1919 también un grupo paramilitar, la Asociación para la Defensa Nacional Húngara (en húngaro: Magyar Országos Véderő Egylet, o MOVE), —formada por veteranos de guerra y fundada en noviembre de 1918— a la que Horthy animó a los oficiales a afiliarse a finales de 1919. La organización tuvo notable influencia en el periodo contrarrevolucionario y fue una de las primeras organizaciones fascistas europeas. Otro de los cofundadores fue el capitán Pál Prónay, tristemente célebre por acaudillar el principal destacamento paramilitar del periodo contrarrevolucionario —con el que mantuvo, empero, tensas relaciones—. Gömbös la había tratado de utilizar en vano para destruir el Gobierno revolucionario de Mihály Károlyi a comienzos de 1919 creando una red nacional de oficiales opuestos a él. El 22 de febrero de 1919 había sido prohibida junto con el Partido Comunista Húngaro y Gömbös había huido a Viena tres días más tarde. Allí había vuelto a reunir a un grupo de contrarrevolucionarios. Ya entonces Gömbös defendía una política diferente de los reaccionarios, un pseudosocialismo, populismo agrario que él mismo definió en abril de 1919 como «nacionalsocialismo», que se alejaba de Marx y rechazaba la expropiación de la propiedad privada o la nacionalización de los medios de producción. Su nacionalismo y radicalismo agrario eran contrarios a los intereses de la aristocracia, pero populares entre ciertos sectores como los oficiales y funcionarios exiliados. Fundamentalmente, Gömbös representaba a la pequeña burguesía. La alianza entre aristócratas y radicales de derecha se debía a la oposición de los dos grupos a los Gobiernos revolucionarios, primero de Károlyi y luego de Kun. Ante los repetidos fracasos de los contrarrevolucionarios en Austria para acabar con los Gobiernos de Budapest, muchos oficiales, entre ellos Gömbös, pasaron a Szeged.
Después de la expulsión del Gobierno de Kun de Budapest por las tropas rumanas en agosto de 1919, Gömbös ayudó a dirigir las purgas de comunistas. Apoyó asimismo las acciones contra los judíos húngaros, a quienes Gömbös y sus colegas tenían como principales apoyo de los comunistas (Kun y muchos de los ministros en su Gobierno eran judíos, como gran parte de la población con educación en Hungría). Durante la campaña electoral de finales de 1919, fue uno de los partidarios de Horthy que se afilió al Partido de los Pequeños Propietarios para convertirlo en una plataforma favorable al almirante. A finales de 1919, pasó a la reserva.
Después de que Horthy asumiera la regencia de Hungría en 1920, Gömbös se destacó como el principal dirigente del movimiento más conservador en Hungría, que iba ganando apoyo popular por rechazo a los comunistas y como respuesta al Tratado de Trianon, que hizo perder a Hungría dos tercios de su territorio, cedido a sus vecinos. A pesar de ciertos desacuerdos con el regente Horthy, Gömbös se involucró activamente en el «terror blanco» desencadenado tras la caída del Gobierno de Béla Kun y dirigió la oposición militar a la restauración de Carlos IV de Hungría en 1921, lo que permitió a Horthy mantenerse al frente del país. Gömbös había pertenecido desde los primeros momentos en el Parlamento de 1920 a la ultraderecha nacionalista contraria a la vuelta del antiguo rey y partidaria de la libre elección del jefe del Estado.
A continuación y después de las reformas electorales del nuevo primer ministro Esteban Bethlen que restringieron el derecho al voto y eliminaron su carácter secreto en la mayor parte del país, controló las elecciones de 1922, que aseguraron una amplia mayoría al partido gubernamental. En febrero de ese año, había ocupado la vicepresidencia del Partido de Unidad establecido por 
Bethlen; los conservadores, mayoritarios, lo relegaron a un papel secundario.

## En la oposición a los conservadores

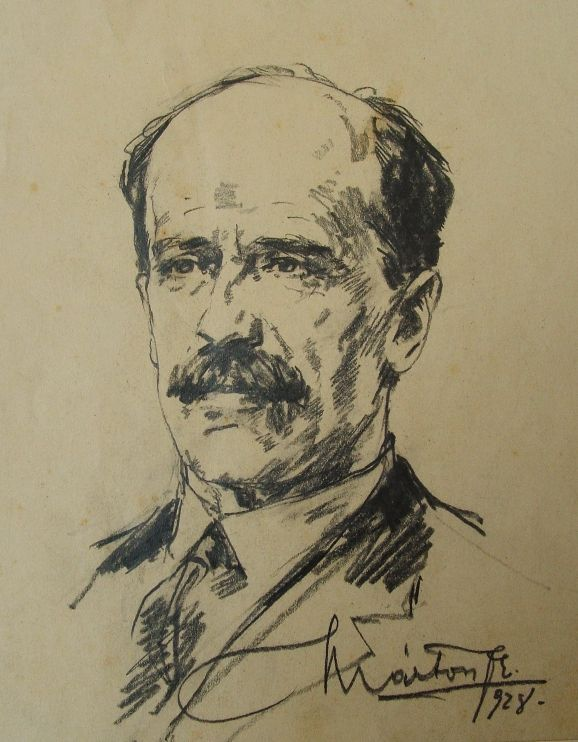
Esteban Bethlen, principal representante de los conservadores, primer ministro entre 1921 y 1931 y rival de Gömbös, al que neutralizó políticamente durante la segunda mitad de su década al frente del Consejo de Ministros. Gömbös regresó al Gobierno en 1929.

En el verano de 1923, después de abandonar el partido del gobierno (Partido de Unidad) junto con otros seis miembros —ninguno aristócrata—, pasó a la oposición con su propio y diminuto partido, el Partido para la Defensa de la Raza, antisemita, el primer partido fascista de la época. Poco después, fue arrestado por intentar dar un golpe de Estado en coordinación con el golpe de Múnich pero recibió una leve condena. Fue uno de los principales dirigentes de la oposición contra el primer ministro conservador István Bethlen. Concentró el apoyo de las corrientes protofascistas surgidas durante el periodo contrarrevolucionario de comienzos de la década.
Bethlen eliminó al partido de Gömbös de las Cortes mediante la manipulación de las elecciones de 1926. En septiembre del año anterior, Gömbos había organizado junto con Tibor Eckhart un congreso internacional antisemita en la capital al que acudieron algunas destacadas figuras antijudías extranjeras e incomodó al Gobierno. Gömbös conservó su escaño únicamente por la intervención de Horthy, que se aseguró de que el Gobierno no interfiriese en su elección.
Durante los años veinte, Gömbös era destacado partidario de convertir a Hungría en un país de partido único y reorganizarlo de acuerdo a las ideas totalitarias —admiraba el fascismo italiano—, bajo su dirección, pues era una persona extremadamente vanidosa. Defendía también la aplicación de una reforma agraria —más como medida contra los propietarios judíos que en favor de los labradores pobres—, la promulgación de leyes antijudías y la retirada del país de la Sociedad de Naciones. Opuesto a la restauración de los Habsburgo o del Imperio austrohúngaro, abogaba por un imperialismo magiar y la defensa de las «clases medias históricas». Rechazó asimismo la mecanización del agro, que hubiese evidenciado su atraso y superpoblación y mantuvo la actitud paternalista de las clases privilegiadas hacia los más desfavorecidos. En realidad, el fascismo conservador de Gömbös suponía poco más que la oposición al ultraconservadurismo de Bethlen para obtener el poder para una generación más joven de la clase dirigente, un intento de reforma dentro de las clases medias húngaras y de obtener para estas la riqueza de la alta burguesía judía.
Después de disolver su formación e ingresar de nuevo en el partido gubernamental en 1928, regresó al Gobierno en un intento del regente de apaciguar a las fuerzas más radicales de la derecha, y un año después (el 10 de octubre de 1929) fue nombrado ministro de Defensa —ministerio en el que ingresó poco antes como secretario de Estado—. Aprovechó la ocasión para ascenderse de capitán a teniente general. El nombramiento gubernamental se debió a la recomendación de Horthy, que deseaba que Gömbös ampliase secretamente las fuerzas armadas más allá de lo permitido por el tratado de paz. Modernizó notablemente el Ejército.

## Gobierno

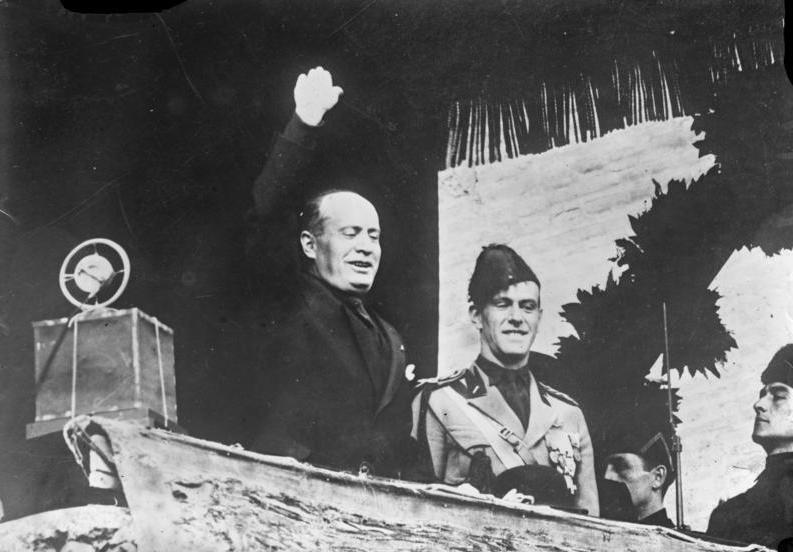
Mussolini en 1932, el año en el que Gömbös alcanzó la Presidencia del Gobierno. Este había admirado el fascismo italiano desde la década anterior y estrechó los lazos con Italia en 1934 con la firma de los Protocolos de Roma.

### Poder con cortapisas
Tras la crisis de 1929 y la incapacidad de Bethlen de recuperar la economía del país, Horthy no tuvo más remedio que nombrar a Gömbös primer ministro, imponiéndole, eso sí, severas condiciones, como la no disolución del Parlamento (plagado de partidarios del anterior Gobierno conservador), la renuncia a las medidas antisemitas, etc. El Gobierno de Gyula Károlyi, que había sucedido brevemente a Bethlen, se había mostrado incapaz de acabar con la crisis; con Gömbös regresaba al Gobierno la fracción que había tenido un papel destacado en la represión de las revoluciones en 1919 y 1920. En su ascenso, Gömbös había contado con el respaldo de parte de la oficialidad del Ejército, de las sociedades secretas —que dominaba a pesar de afirmar no pertenecer a ellas— y de las asociaciones de estudiantes —antisemitas y profascistas—. Paradójicamente dado el antisemitismo de Gömbös, también contó con el respaldo de las altas finanzas judías del país, interesadas en que no se aprobasen ciertas medidas planteadas por Károlyi que amenazaban con poner fin a ciertos abusos —utilización en su propio beneficio de los escaños del Senado, especulación en la Bolsa—. Su Consejo de Ministros fue el primero desde la abolición de la república sin un solo conde, si bien abundaban las figuras conservadoras cercanas a Bethlen.

### Gömbös entre Italia y Alemania
Como primer ministro, Gömbös fue muy activo en política internacional. Uno de sus objetivos importantes era a asociar a Hungría a las potencias partidarias de la revisión de los tratados de paz, Italia, Austria y Alemania. Bethlen ya había logrado el respaldo italiano a las aspiraciones revisionistas magiares y Gömbös trató de estrechar la relación con Roma. Al poco de ser nombrado primer ministro, Gömbös voló a Italia y visitó a Benito Mussolini. Los dos mandatarios alcanzaron un acuerdo por el que Mussolini se comprometió a apoyar a Gömbös en su intento de revisión del Tratado de Trianon, comenzando por su rearme. Mussolini también prometió el apoyo italiano a Gömbös si Hungría entraba en guerra con Yugoslavia y Rumanía en un intento de recuperar el antiguo territorio húngaro perdido tras la Primera Guerra Mundial. Acordaron asimismo retomar el plan para crear una unión aduanera entre Italia, Austria y Hungría y respaldar a los independentistas croatas y macedonios para favorecer el desmembramiento de Yugoslavia.

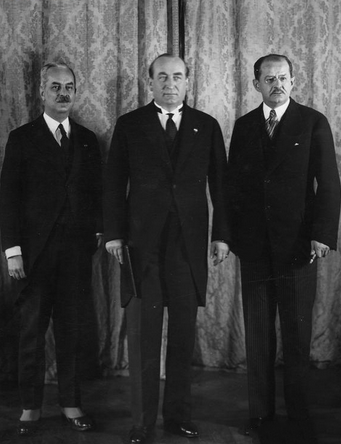
Gömbös, de visita oficial en Polonia en 1934. En política exterior, abogó por una colaboración con la Alemania nazi y la Italia fascista, aunque las desavenencias entre estas no facilitaron al comienzo su proyecto político.

Por otro lado, Gömbös también albergaba esperanzas de formar una alianza con Alemania, especialmente cuando el partido nazi obtuvo el control del país. Cuando Adolf Hitler llegó a la cancillería en enero de 1933, Gömbös fue el primer jefe de Gobierno en visitar al dirigente nazi, en junio de 1933. Ambos pactaron diversos asuntos, con concesiones por las dos partes: Gömbös aceptó concentrar las reivindicaciones húngaras en Checoslovaquia y no en Yugoslavia o Rumanía y apoyar el ingreso de los nacionalsocialistas austriacos en el Gobierno de Viena, mientras que Hitler prometió abstenerse de agitar a la minoría alemana en Hungría. Poco después, a finales de febrero de 1934, Gömbös firmó un importante acuerdo comercial con Alemania que mejoraría la deprimida economía húngara en los años treinta, a cambio de supeditarla a las necesidades alemanas. El fin de la política autárquica alemana favoreció la venta de los excedentes agrícolas húngaros y el mantenimiento de sus latifundios.
Gömbös finalmente se decidió a mantener a Hungría del lado de Italia y Austria cuando Hitler le hizo saber que, aunque apoyaría los esfuerzos húngaros para recuperar territorios de Checoslovaquia, no respaldaría a Hungría contra Rumanía o Yugoslavia. Ante la falta de apoyo alemán a las reivindicaciones territoriales en Yugoslavia y Rumanía, Gömbös trató de lograr para estas el respaldo de Italia. Temporalmente, las desavenencias italo-alemanas frustraron los planes de Gömbös de una alianza tripartita revisionista, aunque este no perdió la esperanza de poder lograrla en el futuro. Las tensiones italo-germanas complicaron la política exterior de Gömbös, que deseaba la cooperación de ambas naciones en favor de sus objetivos revisionistas. Alemania, aún débil política y militarmente y aislada internacionalmente, no podía aún sustituir a Italia como principal sostén de Budapest. En la visita posterior a Viena y Roma después de ver a Hitler, Gömbös se comprometió a oponerse a la anexión alemana de Austria, a la vez que trataba de mejorar las relaciones de los tres países con Alemania. Los planes de Gömbös excluían el sometimiento de Hungría a Italia o Alemania: el peso de la una debía equilibrar el de la otra, permitiendo evitar a los húngaros tener que someterse a una de ellas. Los esfuerzos de Gömbös de mediar entre alemanes y austriacos e italianos tenían como objetivo impedir que estos últimos acabasen aliados con Francia y los Estados de la Pequeña Entente en contra de Alemania, lo que hubiese amenazado las aspiraciones revisionistas magiares. Tras la visita a Hitler, el primer ministro visitó Viena y Roma para calmar las posibles suspicacias austriacas e italianas y expresar su deseo de mayor cooperación económica y política entre las tres naciones.

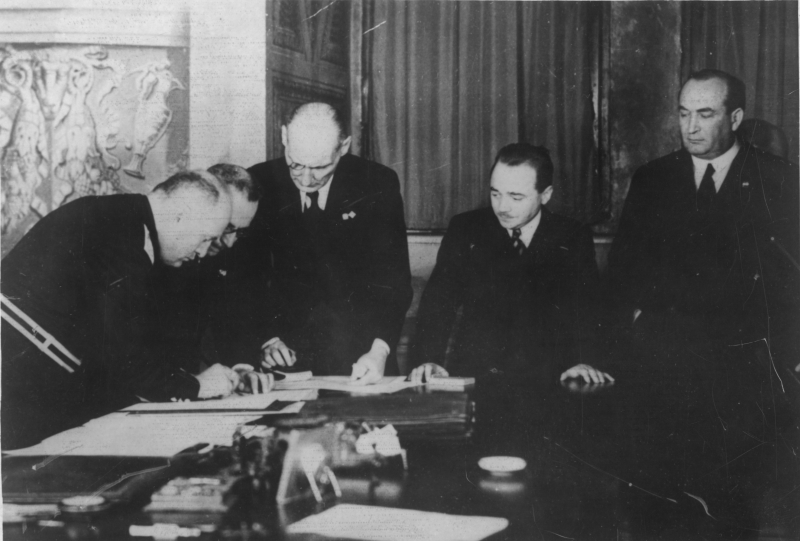
Mussolini firma los Protocolos de Roma el 17 de marzo de 1934 en presencia de Gómbös y del canciller austriaco Engelbert Dollfuss (junto a él).

El 17 de marzo de 1934, Hungría firmó en Roma un acuerdo político y económico con Austria e Italia que aumentó sustancialmente las exportaciones de grano a los dos países a la vez que los unía más políticamente. Los acuerdos, reforzados en marzo de 1936, ayudaron a aliviar al grave crisis económica húngara, reforzaron su posición frente a sus vecinos hostiles de la Pequeña Entente y permitieron la supervivencia temporal de Austria, evitando la vecindad de un gran imperio alemán. No abandonó, no obstante, su deseo de lograr el entendimiento entre Roma y Berlín: a diferencia de Mussolini, que tras el asesinato del canciller austriaco Engelbert Dollfuss envió tropas a la frontera, Gömbös se limitó a condenar el atentado y a persuadir a aquel de que no ocupase Austria. Se oponía a la anexión alemana del país, pero no estaba dispuesto a desagradar a Berlín y perder su apoyo, que creía necesario para lograr la recuperación de territorios checoslovacos. En mayo de 1935, rechazó firmar un pacto de asistencia mutua con Austria. Por otra parte, el estallido de la grave crisis por los asesinatos de Marsella a finales de 1934 agudizó la dependencia húngara de Italia, su único respaldo en la Sociedad de Naciones ante las acusaciones de colusión en las muertes.
A la larga, sin embargo, la pérdida de interés de Italia, socio principal de la alianza, por los asuntos centroeuropeos dejó sin fuerza el acuerdo. El debilitamiento del Italia en política internacional por la guerra en Etiopía —que Gömbös apoyó— perjudicó la posición húngara y obligó a Budapest a retomar los intentos de entendimiento con Berlín. Hacia el final del gobierno de Gömbös comenzó a sentirse la clara dominación de Alemania en la zona, siendo Italia relegada a un papel secundario. A finales de 1935 y gracias a la guerra, Roma y Berlín parecían cada vez más cercanas al acuerdo, como Gömbös había deseado, si bien a costa de sacrificar la independencia austriaca a Alemania. Con la formación del Eje Berlín-Roma en 1936 y el sometimiento de esta a la posición alemana, Mussolini hubo de mejorar sus relaciones con Yugoslavia y Hungría hacer lo propio tanto con esta como con Rumanía; las reivindicaciones territoriales debían quedar limitadas a Checoslovaquia según los intereses alemanes.

### Reformas internas y fallecimiento
El Estado se hizo, con el Gobierno de Gömbös, más autoritario: se financiaron periódicos afines al gobierno, se creó una red de delatores y se intervino el correo. Estas medidas intimidaron a la oposición política. Persiguió asimismo a socialdemócratas, cuyas actividades limitó, y comunistas. Se impuso la censura.
Tras un control prácticamente total de la Administración por parte de la aristocracia durante los años veinte, como ya había sucedido antes de la guerra, el advenimiento al Gobierno de Gömbös supuso el ascenso al poder de la antigua pequeña nobleza, que había ido derivando hacia el fascismo tras la guerra mundial. Esta clase social, que hasta comienzos de siglo habían sido los intermediarios tradicionales entre la aristocracia y el campesinado, se habían convertido paulatinamente en un elemento predominante de la clase media, hasta entonces constituida casi exclusivamente por judíos y por la minoría alemana. De su posición en el campo habían pasado, tras su ruina por la guerra, a formar gran parte del funcionariado del país, donde esperaban mantener el papel relevante que suponían les correspondía. Para esta clase, imbuida de una visión idealizada de la Hungría anterior a la guerra, con una extendida creencia en la superioridad racial húngara y una tendencia neorromántica, el Gobierno de Gömbös era su oportunidad de comenzar a controlar la política del país, orientándola según sus creencias conservadoras filofascistas. El sistema de gobierno totalitario fascista era el modelo que Gömbös deseaba adoptar con el fin de poner fin a la crisis económica y política.
Las prometidas reformas sociales, sin embargo, fueron poco más allá de la propaganda. Dependientes de la situación económica mundial que no mejoró de forma notable hasta 1937, las escasas medidas de Gömbös tuvieron efectos muy limitados. Los precios de los productos agrícolas continuaron reduciéndose, así como los salarios de empleados públicos y pensionistas —por tercera vez desde el comienzo de la crisis mundial— y los jornales de los obreros, que alcanzaron su mínimo en 1935. El primer ministro logró equilibrar el presupuesto, pero a costa de grandes sacrificios populares, mediante medidas ultraconservadoras aplicadas por Imrédy: recorte de las importaciones, pago de deuda externa y recorte de gasto. La condonación de las indemnizaciones de guerra que hicieron los países de la Entente en 1932 y la reducción de los pagos por los créditos internacionales contraídos en la década anterior concedida por la Sociedad de Naciones mejoraron, no obstante, la situación financiera húngara.
Limitado por las condiciones en las que se le había entregado la Presidencia del Gobierno, extendió, empero, a sus partidarios por los puestos medios y altos de la Administración y el Ejército. Su aparente abandono del antisemitismo le permitió además disponer de notables fondos provenientes de la alta burguesía judía que le facilitaron la toma paulatina del control del partido gubernamental, a pesar de la resistencia de los conservadores. Vigilado por los conservadores, hubo de presentar un programa vago y reformista de apariencia constitucional, sin abandonar por ello su objetivo de implantar el fascismo.
Cuando la peor fase de la crisis económica acabó en 1934, las desavenencias internas en el partido gubernamental —el Partido de Unidad Nacional según el nuevo nombre— entre conservadores y radicales de derecha crecieron. Al frente de la secretaría general del partido y en parte del resucitado comité ejecutivo, Gömbös había logrado colocar a un firme seguidor y hábil organizador, decidido a transformarlo en una formación fascista a gusto del primer ministro. En dos años, el secretario general logró extender la formación a todos los municipios del país, en la que la mayoría de los puestos quedaron en manos de seguidores del primer ministro. Creó asimismo una milicia del partido que en 1935 alcanzó los sesenta mil miembros, dedicada, entre otras tareas a hostigar a las formaciones políticas rivales. Para enfrentarse a los primeros Gömbös se alió con el Partido de los Pequeños Propietarios de Tibor Eckhardt. Ambos pretendían disolver las Cortes y eliminar a los partidarios de Bethlen en unas nuevas elecciones. La alianza era de pura conveniencia: Gömbös pretendía deshacerse de sus nuevos aliados tan pronto como hubiese apartado del Parlamento a los conservadores y Eckhardt pretendía que las nuevas elecciones convirtiesen a su partido en imprescindible. El objetivo anunciado de la cooperación entre los dos fue, sin embargo, la extensión del derecho de voto. Convencido de contar con más fuerza, desde la primavera de 1934 aceleró sus planes de reformas. En el otoño, sin embargo, la filtración del pacto entre Gömbös y Eckhardt agudizó la tensión entre aquel y los conservadores de su partido impidió su aplicación. La complicación de la situación internacional, la falta de apoyo interno en el partido gubernamental y, en especial, la del respaldo del regente le obligaron a postergar el enfrentamiento con Bethlen y sus partidarios y la aplicación de su plan de reformas. Frustrado en sus intentos de convertir al partido gubernamental en una formación fascista de masas, comenzó a negociar con la oposición, incluyendo a los partidos de ultraderecha, para lograr los apoyos que necesitaba para imponer sus reformas a pesar de la oposición de parte de su propia formación. A comienzos de 1935, se agudizó nuevamente la rivalidad con Bethlen por el control del Gobierno.
A partir de mayo de 1935, la suerte de Gömbös mejoró. Tras un primer fracaso en febrero, en marzo convenció a Horthy de disolver el Parlamento y realizar elecciones. Estas —las más brutales del periodo de entreguerras— produjeron una mayoría de la derecha radical con control de las Cortes. La renovación en las filas del partido gubernamental fue profunda: apenas veinticinco de los antiguos diputados heredados de las elecciones de 1931 controladas por Bethlen recuperaron sus escaños. Durante su periodo al frente del Gobierno, se fundaron además los primeros partidos nacionalsocialistas húngaros. Reprimió temporalmente estos movimientos, que veía como rivales a su programa autoritario. Estas formaciones, sin embargo, no dejaron de crecer.
Gömbös aumentó y comenzó el rearme del Ejército, a la vez que ascendía a gran número de partidarios a oficial. Al comienzo y temiendo la reacción adversa de Horthy, se limitó a colocar a sus partidarios en los mandos secundarios. Mientras los relevos en el Consejo de Ministros se producían lentamente, en el Ejército los cambios eran más raudos: en enero de 1935, relevó a veintidós generales y nombró a un nuevo comandante en jefe y a un nuevo jefe del Estado Mayor. La crisis internacional por los asesinatos de Marsella había obligado al relevo de numerosos altos oficiales, situación que Gömbös aprovechó para renovar el alto mando a su gusto. Los nuevos mandos, fervientes partidarios de la política del primer ministro, causarían numerosos problemas a sus sucesores, en general menos entusiastas del alineamiento con Alemania. A partir de 1935, la mayoría de los principales puestos del Ejército se hallaron ocupados por partidarios de la actitud filofascista del primer ministro. La escuela del Estado Mayor se convirtió en un centro de agitación ultraderechista, cada vez más involucrados en la política nacional. Los cambios, empero, disgustaron a Horthy, que otorgaba gran importancia a su cargo de comandante de las Fuerzas Armadas y prefería una política más anglófila. El renovado interés de Gömbös por la reforma agraria como método para aliviar las penurias campesinas agudizó el descontento del regente con el primer ministro. Este alejamiento entre Horthy y Gömbös favoreció el resurgimiento de Bethlen, que comenzó a recuperar parcialmente el control del partido gubernamental y de forjar en torno a sí una coalición oficiosa contraria a los radicales de derecha que agrupó a variados grupos: conservadores, socialistas, liberales, burguesía judía e incluso a algunos radicales opuestos a una alianza excesivamente estrecha con Alemania.

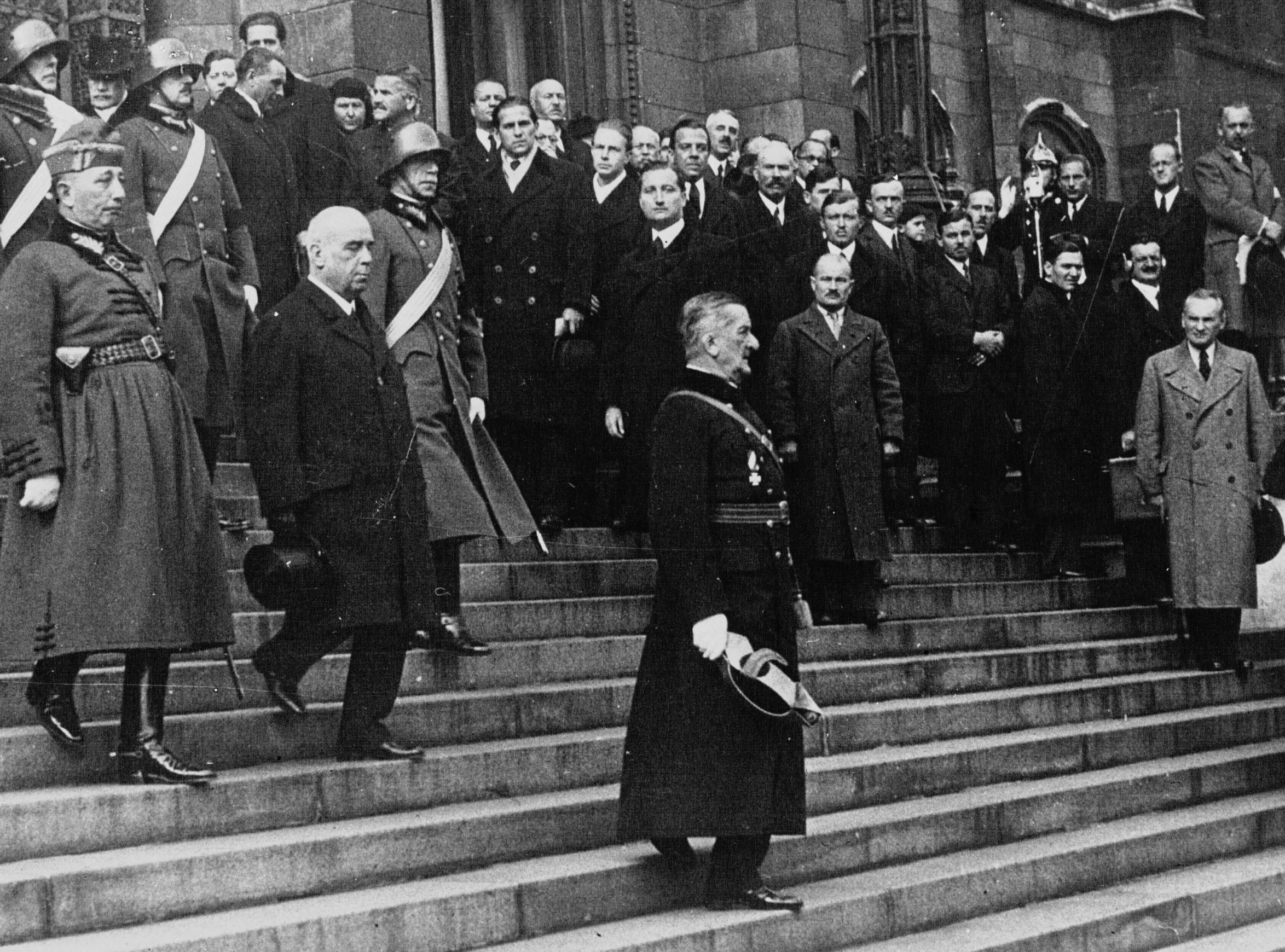
El regente en las exequias de Gömbös. En el último periodo de gobierno de este, ambos se habían distanciado.

El proceso de fascistización de Gömbös avanzó en 1935: se reavivó la actividad de las sociedades secretas, se comenzó a armar a algunas de ellas, se favoreció la agitación de las organizaciones estudiantiles profascistas y antisemitas, se adoptó un culto a la persona de Gömbös como caudillo de la nación —para intenso disgusto del regente— y los medios oficiales adoptaron un tono claramente fascista. Al año siguiente, Gömbös empezó a amenazar veladamente a los empresarios judíos, enviando formularios sobre la religión de sus empleados y presionando para parte de los empleos pasasen a los graduados fascistas. En 1936, Gömbös presumió ante Hermann Göring de que, en dos años, Hungría sería completamente reorganizada según el modelo fascista con él como dictador. Sin embargo, Gömbös nunca vio realizados sus ambiciosos planes. Tras un prolongado ataque de enfermedad del riñón, murió en un sanatorio en las cercanías de Múnich el 6 de octubre de 1936 de fallo renal. Según Horthy, solo su enfermedad mortal evitó que lo destituyese del cargo, aunque el embajador alemán dudaba de que hubiese podido hacerlo.
Tras su muerte el regente y los conservadores trataron de volver a un gobierno conservador y tradicionalista, nombrando como primer ministro a Kálmán Darányi. Durante su etapa de gobierno se había agudizado la rivalidad entre los reaccionarios, partidarios del orden, los valores tradicionales, y un revisionismo pacífico, organizados en el ala conservadora del Partido de Unidad, el Partido Cristiano (monárquico) y el Partido de los Pequeños Propietarios, apoyados por los socialdemócratas y liberales, frente a los contrarrevolucionarios de derecha radical, integrados por el ala más radical del partido del gobierno y otras formaciones menores de la ultraderecha. Estos defendían la necesidad de reformas sociales, la asociación con la Alemania nazi y una política exterior más agresiva para lograr los objetivos revisionistas.